# Callixanthospila
Callixanthospila é um gênero de coleóptero da tribo Callichromatini (Cerambycinae); compreende três espécies, com ocorrência apenas na África do Sul.

## Sistemática
- Ordem Coleoptera
  - Subordem Polyphaga
    - Infraordem Cucujiformia
      - Superfamília Chrysomeloidea
        - Família Cerambycidae
          - Subfamília Cerambycinae
            - Tribo Callichromatini
              - Gênero Callixanthospila (Adlbauer, 2000)
                - Callixanthospila namaquaensis (Adlbauer, 2001)
                - Callixanthospila piceki (Adlbauer, 2002)
                - Callixanthospila pulchella (Adlbauer, 2000)